# 迪索托 (伊利諾伊州)
迪索托（英語：De Soto）是位於美國伊利諾伊州傑克遜縣的一個村落。

## 地理
迪索托的座標為37°48′56″N 89°13′41″W / 37.81556°N 89.22806°W，而該地最高點為海拔高度123米（即404英尺）。

## 人口
根據2010年美國人口普查的數據，迪索托的面積為2.39平方千米，當中陸地面積為2.36平方千米，而水域面積為0.03平方千米。當地共有人口1590人，而人口密度為每平方千米665人。